# San Martín (Mendoza)
San Martín ist die Hauptstadt des Departamento San Martín im westlichen Argentinien, gelegen im Osten der Provinz Mendoza. Sie hat 70.380 Einwohner und ist damit die drittgrößte Stadt der Provinz.

## Geografie
San Martin liegt in der nördlichen Oase der Provinz Mendoza, etwa 40 km östlich der Provinzhauptstadt Mendoza. Die Umgebung wird landwirtschaftlich genutzt und mit dem Wasser des nahegelegenen Río Mendoza bewässert. Das Klima ist trocken und gemäßigt.

## Geschichte
1816 wurde der Bezirk als Villa Nueva de los Barreales gegründet. 1823 benannte der Gouverneur der Provinz, Pedro Molina, die Stadt nach dem Befreiungskämpfer José de San Martín um in Villa Nueva de San Martín. 1941 bekam San Martín die Stadtrechte.

## Sehenswürdigkeiten
Das Museo Municipal Las Bovedas wurde im selben Haus angelegt, in dem der General San Martín vor seiner Abreise nach Frankreich wohnte, das aber 1915 komplett umgestaltet wurde. Weiterhin sehenswert sind die Capilla del Buen Orden und die Capilla de Alto Salvador, zwei alte ländliche Kapellen.

## Wirtschaft
Die Umgebung von San Martín wird vom Wein-, Obst- und Olivenanbau geprägt, in der Stadt werden die Erzeugnisse verarbeitet.
Die Umgebung San Martíns gilt als die beste Weinregion Argentiniens oder gar Südamerikas. In der Erntezeit gibt es viele Gastarbeiter die zu tausenden in die Umgebung San Martíns kommen. Meist sind sie aus den ärmeren Regionen Argentiniens wie zum Beispiel die im Norden gelegene Provinz Tucumán oder aus dem Nachbarland Bolivien.

## Söhne und Töchter
- Sergio Osvaldo Buenanueva (* 1963), katholischer Geistlicher, Bischof von San Francisco